# Nascar Strictly Stock Series 1949
Nasacar Strictly Stock Series 1949 var den 1:a upplagan av den främsta divisionen av professionell stockcarracing i USA, sanktionerad av National Association for Stock Car Auto Racing.
Säsongen bestod av 8 race och inleddes 19 juni på den tre kvarts mile långa banan Charlotte Speedway och avslutades 16 oktober på North Wilkesboro Speedway. Red Byron vann serien i en Oldsmobile. Oldsmobile som bilmärke dominerade med 6 segrar. Byron vann sin första och enda mästerskapstitel.
I det allra första Nascarlopp som kördes var Glenn Dunaway först över mållinjen, tre varv före tvåan Jim Roper. Dunaways bil klarade dock inte efterinspektionen. Ekipaget diskvalificerades på grund av otillåten förstärkning av bakre bladfjädrarna, och segern gick i stället till Roper. Sara Christian kom att bli den första kvinnan att starta i ett Nascar-lopp. Hon deltog i 6 av 8 race, inklusive det allra första.

## Resultat
| Nr      | Datum        | Tävling    | Bana                                                        | Pole           | Varv          | Vinnare       | Ägare/ stall        | Konstruktör | Start | Rapport |
| ------- | ------------ | ---------- | ----------------------------------------------------------- | -------------- | ------------- | ------------- | ------------------- | ----------- | ----- | ------- |
| 1       | 19 juni      | Race 1     | Charlotte Speedway, Charlotte, North Carolina               | Bob Flock      | Bill Blair    | Jim Roper     | R.B. McIntosh       | Lincoln     | 12    |         |
| 2       | 10 juli      | Race 2     | Daytona Beach and Road Course, Daytona Beach, Florida       | Gober Sosebee  | Gober Sosebee | Red Byron     | Raymond Parks       | Oldsmobile  | 2     |         |
| 3       | 7 augusti    | Race 3     | Occoneechee Speedway, Hillsborough, North Carolina          | Bob Flock      | Bob Flock     | Bob Flock     | Frank Christian     | Oldsmobile  | 1     |         |
| 4       | 11 september | Race 4     | Langhorne Speedway, Langhorne, Pennsylvania                 | Red Byron      | Gober Sosebee | Curtis Turner | Hubert Westmoreland | Oldsmobile  | 11    |         |
| 5       | 18 september | Race 5     | Hamburg Speedway, Hamburg, New York                         | Glenn Dunaway  | Glenn Dunaway | Jack White    | Dailey Moyer        | Lincoln     | 1     |         |
| 6       | 25 september | Race 6     | Martinsville Speedway, Ridgeway, Virginia                   | Curtis Turner  | Red Byron     | Red Byron     | Raymond Parks       | Oldsmobile  | 3     |         |
| 7       | 2 oktober    | Race 7     | Heidelberg Raceway, Pittsburgh, Pennsylvania                | Al Bonnell     | Lee Petty     | Lee Petty     | Petty Enterprises   | Plymouth    | i.u.  |         |
| 8       | 16 oktober   | Wilkes 200 | North Wilkesboro Speedway, North Wilkesboro, North Carolina | Kenneth Wagner | Bill Blair    | Bob Flock     | Frank Christian     | Oldsmobile  | i.u.  | Rapport |
| Källor: |              |            |                                                             |                |               |               |                     |             |       |         |

## Slutställning
| Plats   | Förare         | Starter | Vinster | Top 5 | Top 10 | Pole | Varv | Prispengar | Poäng | +\-  |
| ------- | -------------- | ------- | ------- | ----- | ------ | ---- | ---- | ---------- | ----- | ---- |
| 1       | Red Byron      | 6       | 2       | 4     | 4      | 1    | 118  | $5 800     | 842,5 |      |
| 2       | Lee Petty      | 6       | 1       | 3     | 5      | 0    | 196  | $3 855     | 704   | –139 |
| 3       | Bob Flock      | 6       | 2       | 3     | 3      | 2    | 277  | $4 870     | 704   | –139 |
| 4       | Bill Blair     | 6       | 0       | 3     | 5      | 0    | 325  | $1 280     | 567,5 | –275 |
| 5       | Fonty Flock    | 6       | 0       | 3     | 3      | 0    | 85   | $2 015     | 554,5 | –288 |
| 6       | Curtis Turner  | 6       | 1       | 1     | 4      | 1    | 78   | $2 675     | 430   | –413 |
| 7       | Ray Erickson   | 4       | 0       | 2     | 3      | 0    | 0    | $1 460     | 422   | –421 |
| 8       | Tim Flock      | 5       | 0       | 2     | 3      | 0    | 0    | $1 510     | 421   | –422 |
| 9       | Glenn Dunaway  | 6       | 0       | 1     | 3      | 1    | 134  | $810       | 384   | –459 |
| 10      | Frank Mundy    | 4       | 0       | 2     | 2      | 0    | 0    | $1 160     | 370   | –473 |
| 11      | Bill Snowden   | 4       | 0       | 1     | 3      | 0    | 0    | $660       | 315   | –528 |
| 12      | Bill Rexford   | 3       | 0       | 2     | 2      | 0    | 0    | $785       | 286   | –557 |
| 13      | Sara Christian | 6       | 0       | 1     | 2      | 0    | 0    | $760       | 282   | –561 |
| 14      | Clyde Minter   | 2       | 0       | 2     | 2      | 0    | 0    | $760       | 280   | –563 |
| 15      | Gober Sosebee  | 3       | 0       | 1     | 2      | 1    | 107  | $1 305     | 265   | –578 |
| Källor: |                |         |         |       |        |      |      |            |       |      |

- Notering: Endast dom femton främsta förarna redovisas.